# 法式空间
法式空间，指剧本的一种写作方式。来源于十七八世纪，法国人有一个理论，一出戏剧必须遵守三一定律（17世纪戏剧创作保持时间、地点、情节的一致性），所以转换新场景只能用演员的入场和退场改变关系，创作新情节。列如：两个小女孩在房间里，突然一个男孩闯入，其中一个女孩退场，刚才的两个小女孩的关系就改变成了男孩和女孩的关系了，这种就叫法式场景，营造的空间就是法式空间。现在的电影、电视剧的创作，这类型的法式场景还一直存在。
参考书目：《遇见罗伯特•麦基2011-2012:"好莱坞编剧教父"谈电影与剧本创作》